# Fritz Boxhammer
Fritz Boxhammer (* 17. September 1873 in Berlin; † 11. April 1926), auch „Ette“ genannt, war ein deutscher Fußballspieler und Verbandsfunktionär.

## Karriere

### Als Fußballspieler
Boxhammer wechselte von der Leichtathletik zum seinerzeit im Deutschen Kaiserreich noch wenig verbreiteten Fußball. Er gründete den Berliner Thor- und Fußball-Club Britannia 1892, aus dem am 10. Dezember 1914 der Berliner SV 1892 hervorgegangen ist. Für den BTuFC Britannia 1892 spielte er bis 1894, danach bis 1896 für den BFC Germania 1888 im Deutschen Fußball- und Cricket Bund und anschließend für den Berliner FC Favorit von 1896.

### Als Funktionär

Der DFB-Vorstand im Jahr 1906
mit Fritz Boxhammer (2. von rechts)

Im Jahr 1894 war Boxhammer zudem Mitbegründer des Allgemeinen Deutschen Sportbundes und 1897, gemeinsam mit Georg Demmler, an der Gründung des Verband Deutscher Ballspielvereine (VDB) beteiligt, der am 10. Mai 1902 in Verband Berliner Ballspielvereine (VBB) umbenannt wurde und seit 1991 unter der Bezeichnung Berliner Fußball-Verband (BFV) existiert. 
Ab 1898 Vorsitzender des Verbandes, vertrat er in dieser Funktion am 28. Januar 1900 mehrere Berliner Fußballvereine auf der Gründungsversammlung des Deutschen Fußball-Bunds. Als auf dem 9. DFB-Bundestag am 21. Mai 1905 ein neuer Vorstand bestimmt wurde, wurden Gottfried Hinze zum 1. und er zum 2. Vorsitzenden gewählt. 
1906 zum 1. Vorsitzenden gewählt, hatte er in dieser Funktion bis 1911 maßgeblichen Anteil am Aufbau eines geregelten Punktspielbetriebs in Deutschland.